# 프랑스의 대귀족 목록
| 작위                     | 문장             | 대귀족 서임      | 가문                    | 작위 소멸 및 그 경위         | 비고                                 |
| 12대 원조 대귀족         | 12대 원조 대귀족 | 12대 원조 대귀족 | 12대 원조 대귀족        | 12대 원조 대귀족             | 12대 원조 대귀족                     |
| ------------------------ | ---------------- | ---------------- | ----------------------- | ---------------------------- | ------------------------------------ |
| 랭스 대주교공            |                  | 1216년           | 성직작위                |                              | 대귀족의 필두                        |
| 랑 주교공                |                  | ?                | 성직작위                |                              |                                      |
| 랑그르 주교공            |                  | 1216년           | 성직작위                |                              |                                      |
| 보베 주교백              |                  | 1216년           | 성직작위                |                              |                                      |
| 샬롱 주교백              |                  | 1216년           | 성직작위                |                              |                                      |
| 노아용 주교백            |                  | 1216년           | 성직작위                |                              |                                      |
| 부르고뉴 공작            |                  | 1216년           | 부르고뉴가              | 1361년 왕실에 흡수           | 세속 대귀족의 필두.                  |
| 노르망디 공작            |                  | 1202년           | 플랜태저넷가            | 1203년 개역                  |                                      |
| 아키텐 공작              |                  | 1202년           | 플랜태저넷가            | 1203년 개역                  |                                      |
| 플랑드르 백작            |                  | 1224년           | 플랑드르가              | 1531년 신성로마황제에게 할양 |                                      |
| 샹파뉴 백작              |                  | 1216년           | 블루아가                | 1314년 왕실에 흡수           |                                      |
| 툴루즈 백작              |                  | ?                | 루에르그가              | 1271년 왕실에 흡수           |                                      |
| 신대귀족 (1259년–1789년) |                  |                  |                         |                              |                                      |
| 카페 왕조 때 서임        |                  |                  |                         |                              |                                      |
| 기옌 공작                |                  | 1259년           | 플랜태저넷가            | 1369년 개역                  | 1499년 남계 단절                     |
| 앙주 백작                |                  | 1297년           | 앙주 카페가 (방계 왕족) | 1328년 왕위에 흡수           | 필리프 4세의 남동생 샤를 당주가 시조 |
| 아르투아 백작            |                  | 1297년           | 아르투아가 (방계 왕족)  | 1530년 신성로마제국에 할양   |                                      |
| 푸아티에 백작            |                  | 1314년           | 카페가                  | 1316년 왕위에 흡수           | 루이 10세의 남동생 필리프가 시조     |
| 마르슈 백작              |                  | 1316년           | 카페가                  | 1321년 단절                  | 필리프 5세의 남동생 샤를이 시조      |
| 에브뢰 백작              |                  | 1316년           | 에브뢰가 (방계 왕족)    | 1404년 교환                  |                                      |
| 앙굴렘 백작              |                  | 1317년           | 에브뢰가 (방계 왕족)    | 1404년 교환                  |                                      |
| 마르슈 백작              |                  | 1321년           | 부르봉가 (방계 왕족)    | 1527년 개역                  |                                      |
| 에탕프 백작              |                  | 1327년           | 에브뢰가 (방계 왕족)    | 1381년 증정                  |                                      |
| 부르봉 공작              |                  | 1327년           | 부르봉가 (방계 왕족)    | 1527년 개역                  |                                      |
| 발루아 왕조 때 서임      |                  |                  |                         |                              |                                      |
| 보몽르로제 백작          |                  | 1328년           | 아르투아가 (방계 왕족)  | 1331년 개역                  |                                      |
| 멘 백작                  |                  | 1331년           | 발루아가 (왕족)         | 1350년 왕위에 흡수           | 필리프 6세의 아들 장에게 봉작        |
| 노르망디 백작            |                  | 1332년           | 발루아가 (왕족)         | 1350년 왕위에 흡수           | 필리프 6세의 아들 장에게 봉작        |
| 오를레앙 공작            |                  | 1344년           | 발루아가 (왕족)         | 1376년 단절                  | 필리프 6세의 아들 필리프에게 봉작    |
| 발루아 백작              |                  | 1344년           | 발루아가 (왕족)         | 1376년 단절                  | 필리프 6세의 아들 필리프에게 봉작    |
| 느베르 백작              |                  | 1347년           | 발루아가 (왕족)         | 1383년 단절                  | 필리프 5세의 딸 마르가레트에게 봉작  |
| 망트 백작                |                  | 1353년           | 에브뢰가 (방계 왕족)    | 1404년 교환                  |                                      |
| 보몽르로제 백작          |                  | 1354년           | 에브뢰가 (방계 왕족)    | 1404년 교환                  |                                      |
| 노르망디 공작            |                  | 1355년           | 발루아가 (왕족)         | 1364년 왕위에 흡수           | 장 2세의 아들 샤를에게 봉작          |
| 앙주 공작                |                  | 1356년           | 발루아가 (왕족)         | 1481년 단절                  | 장 2세의 아들 루이에게 봉작          |
| 푸아티에 백작            |                  | 1357년           | 발루아가 (왕족)         | 1360년 교환                  | 장 2세의 아들 장에게 봉작            |
| 마콩 백작                |                  | 1359년           | 발루아가 (왕족)         | 1360년 교환                  | 장 2세의 아들 장에게 봉작            |
| 멘 백작                  |                  | 1360년           | 발루아가 (왕족)         | 1481년 단절                  | 장 2세의 아들 루이에게 봉작          |
| 베리 공작                |                  | 1360년           | 발루아가 (왕족)         | 1417년 단절                  | 장 2세의 아들 장에게 봉작            |
| 오베르뉴 공작            |                  | 1360년           | 발루아가 (왕족)         | 1521년 단절                  | 장 2세의 아들 장에게 봉작            |
| 투렌 공작                |                  | 1360년           | 발루아부르고뉴가 (왕족) | 1363년 교환                  | 장 2세의 아들 필리프에게 봉작        |
| 부르고뉴 공작            |                  | 1363년           | 발루아부르고뉴가 (왕족) | 1477년 교환                  | 장 2세의 아들 필리프에게 봉작        |
| 푸아티에 백작            |                  | 1369년           | 발루아가 (왕족)         | 1417년 단절                  | 장 2세의 아들 장에게 봉작            |
| 몽펠리에 남작            |                  | 1371년           | 에브뢰가 (방계 왕족)    | 1382년 개역                  |                                      |
| 투렌 공작                |                  | 1386년           | 발루아가 (왕족)         | 1392년 교환                  | 샤를 6세의 남동생 루이에게 봉작      |
| 오를레앙 공작            |                  | 1392년           | 발루아가 (왕족)         | 1498년 왕위에 흡수           | 샤를 6세의 남동생 루이에게 봉작      |
| 발루아 백작              |                  | 1392년           | 발루아가 (왕족)         | 1406년 공작 승격             | 샤를 6세의 남동생 루이에게 봉작      |
|                          |                  |                  |                         |                              |                                      |
| 부르봉 왕조 때 서임      |                  |                  |                         |                              |                                      |
|                          |                  |                  |                         |                              |                                      |

## 참고 자료
- http://www.heraldica.org/topics/france